# ゲーラブロン
ゲーラブロン (ドイツ語: Gerabronn, ドイツ語発音: [geːraˈbrɔn]) は、ドイツ連邦共和国バーデン＝ヴュルテンベルク州シュヴェービッシュ・ハル郡に属す小都市。

## 地理

### 位置
ゲーラブロンはホーエンローエ平野の標高442 - 460mの丘の上に位置している。

### 隣接自治体
この市は、北にブラウフェルデン、東にロート・アム・ゼー、南にキルヒベルク・アン・デア・ヤクストとイルスホーフェンおよびヴォルパーツハウゼン、西にランゲンブルクと境を接している。

### 市の構成
1972年から1975年の自治体再編の時代に、アムリスハーゲン、デュンスバッハ、ミヒェルバッハ・アン・デア・ハイデといった町村や、ヴィッテンヴァイラーのオーバーヴァイラーおよびウンターヴァイラー地区が合併した。

## 歴史
ゲーラブロンは、おそらく10世紀にできあがった村から発展した。元々は、ゲルヒルテブルンネン(Gerhiltebrunnen)と称し、ゲロルツブルン(Gerolzbrunn)、ゲロルトブルン(Geroldbrunn)、ゲルトブルン(Gerltbrunn)、あるいはゲルハルツブルン(Gerhartsbrunn)とも表記され、17世紀に現在の名前になるまでは、ゲプラウフ(Gebrauch)と呼ばれていた。この村は、1226年にヴュルツブルクの司教領として初めて文献に登場する。
19世紀になるまでゲーラブロンは単なる村であったが、その後1811年に、周辺地域の行政を統括するオーバーアムト（地方行政府）都市となった。工業化と鉄道の敷設がさらなる発展を促した。1938年にこのアムトは廃止されクライルスハイム郡に統合され、さらに1972年にシュヴェービッシュ・ハル郡に編入された。1972年から1975年の間に3つのそれまで独立したであった自治体、アムリスハーゲン（1972年1月1日）、デュンスバッハ（1973年1月1日）、ミヒェルバッハ・アン・デア・ハイデ（1975年1月1日）、ならびにヴィッテンヴァイラーのオーバーヴァイラー地区およびウンターヴァイラー地区が合併した。

## 行政

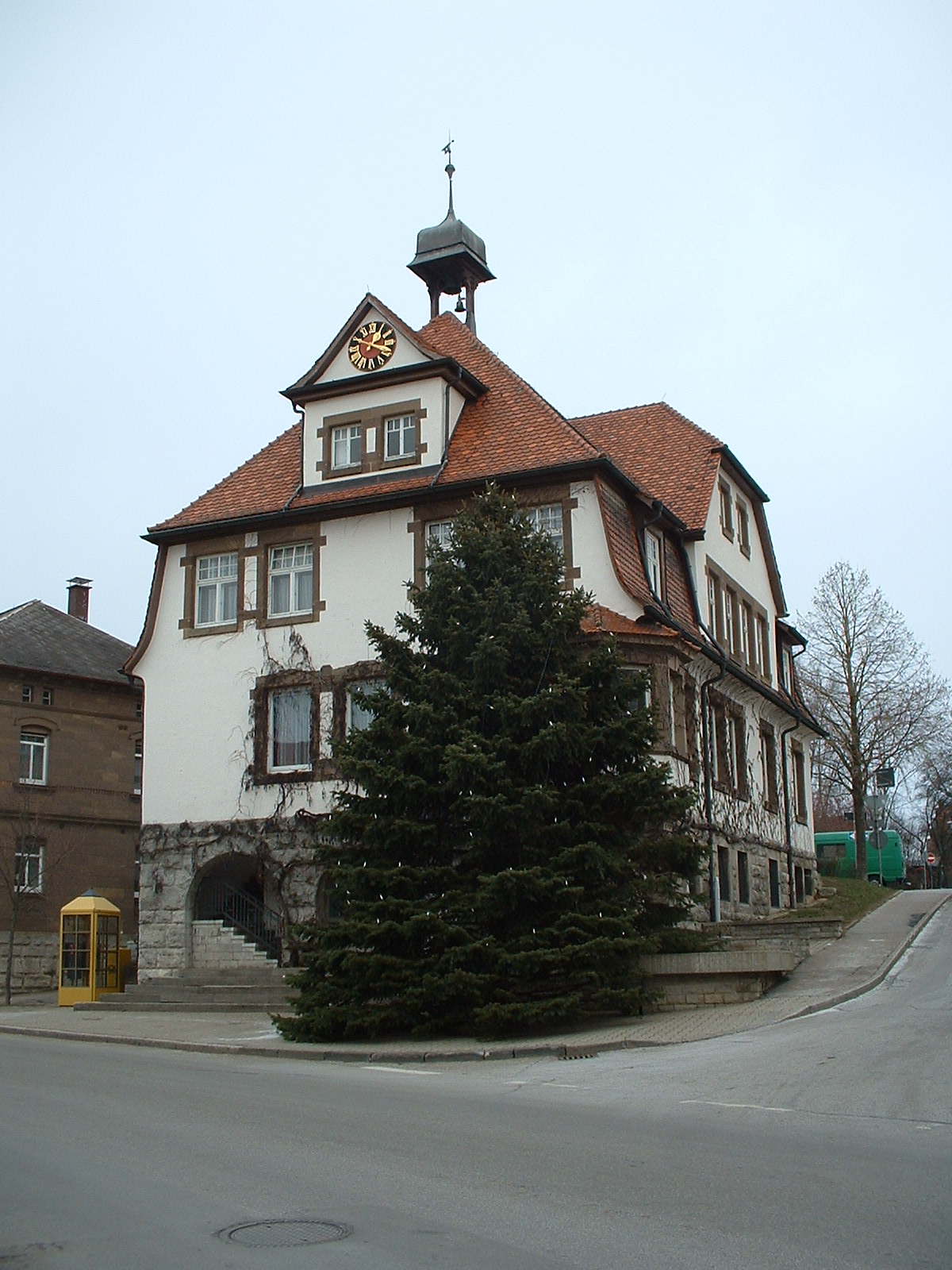
市庁舎

ゲーラブロンは、ゲーラブロンとランゲンブルクで構成される行政共同体の本部所在地である。

### 市議会
ゲーラブロンの市議会は、議員と市長を合わせて23人で構成される。

### 友好都市
- ヌーアン＝ル＝フュズリエ（フランス語版、英語版） （フランス、ロワール＝エ＝シェール県）

## 経済と社会資本

### 交通
1900年から1996年の間、幹線鉄道網から分岐したブラウフェルデン - ランゲンブルク線がゲーラブロンおよびオーバーヴァイラーを通っていた。この路線の旅客運行は1963年に廃止された。

## 文化と見所

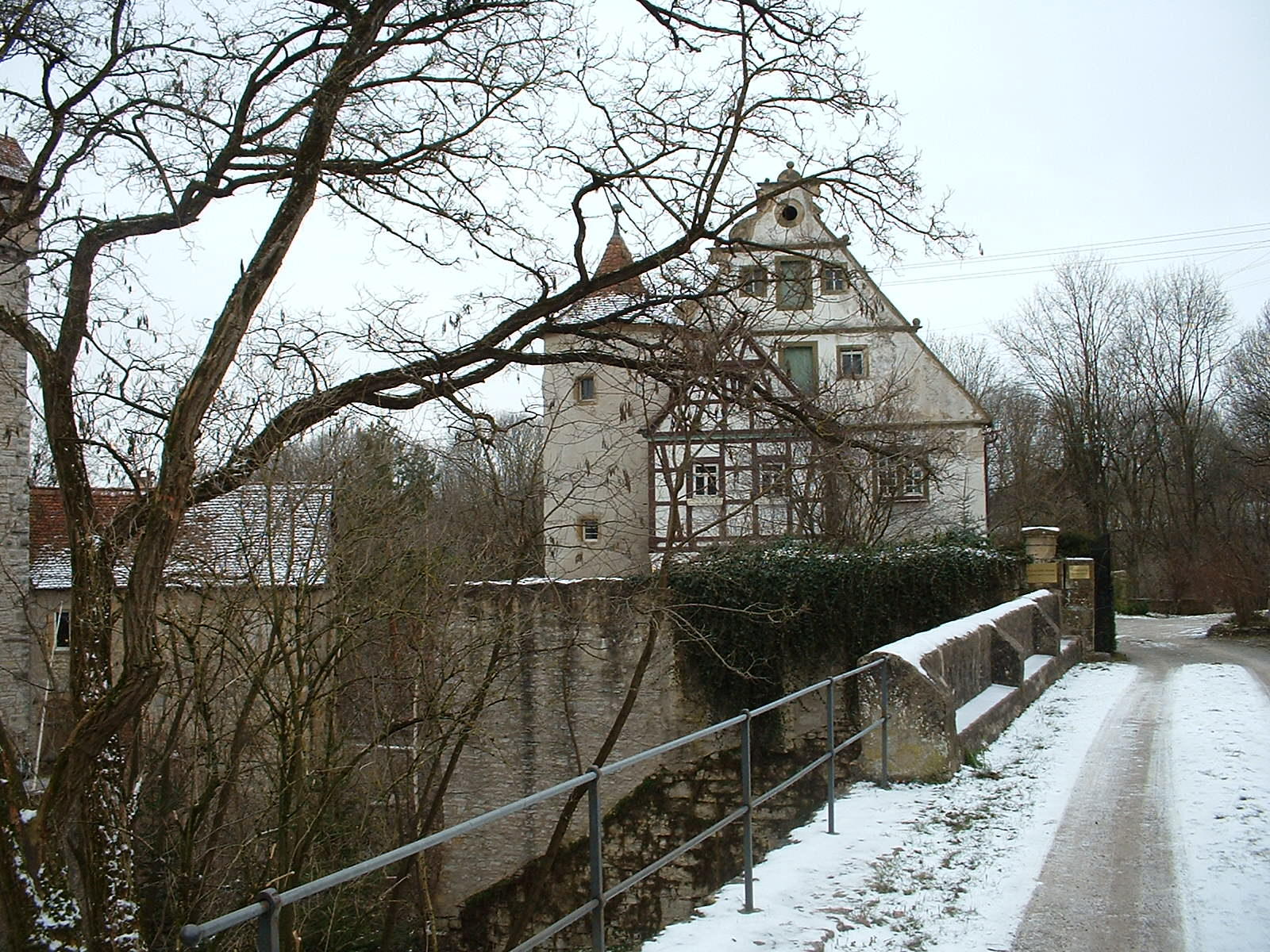
アムリスハーゲン城の居館

- モールシュタインには、クライルスハイム男爵の城がある。（現在は、見学不可）
- アムリスハーゲンには、古い城と居館が見学できる。

## 人物

### 出身者
- ヨシュカ・フィッシャー 政治家
- レッツォ・シュラウフ 政治家

## 引用
1. ↑  Statistisches Landesamt Baden-Württemberg – Bevölkerung nach Nationalität und Geschlecht am 31. Dezember 2023 (CSV-Datei)
2. ↑  Max Mangold, ed (2005). Duden, Aussprachewörterbuch (6 ed.). Dudenverl. p. 358. ISBN 978-3-411-04066-7